# Егоров, Юрий Павлович (учёный)
Юрий Павлович Егоров (укр. Юрій Павлович Єгоров; 1923—1996) — советский и украинский учёный, кандидат физико-математических наук, доктор химических наук (1966), профессор (1969).
Основным научным направлением, которое Егоров развивал в институте органической химии АН УССР, было изучение строения и спектроскопических свойств органических соединений со связью Е = М. Автор и соавтор более 260 научных статей, опубликованных в ведущих профильных журналах.

## Биография
Родился 1 сентября 1923 года в Москве.
После окончания средней школы, в июне 1941 года поступил в Воронежское военное училище связи, где проучился до ноября 1941 года и был направлен на фронт в качестве командира взвода. Был ранен, комиссован и до июня 1946 года служил в тыловых частях Красной армии. Стал инвалидом Великой Отечественной войны.
Поступил на физический факультет в Московский государственный университет, который с отличием окончил в 1952 году. Работал в 1946—1950 годах в Московском управлении гидрометеослужбы. По окончании вуза работал сначала в Химико-технологическом институте (1952) и в Институте горючих ископаемых Академии наук СССР (1952—1955), затем — в Институте органической химии АН СССР (1955—1960) в должности младшего научного сотрудника. В 1958 году Юрий Егоров защитил диссертационную работу на соискание ученой степени кандидата физико-математических наук по теме «Исследование колебательных спектров непредельных кремнийорганических соединений». С марта этого же года являлся руководителем спектральной группы в Институте органической химии АН СССР, где занимался изучением спектральных характеристик элементоорганических соединений IV группы.
В 1960 году Ю. П. Егоров получил приглашение на работу в Институт полимеров и мономеров Академии наук УССР, где августа 1960 года работал заведующим отделом физики полимеров института. В 1966 году защитил диссертационную работу на соискание учёной степени доктора химических наук, посвящённую исследованию спектральных характеристик и природе химической связи соединений кремния, германия и олова. Тема диссертации: «Колебательные спектры и природа химической связи в органических соединениях элементов IV Б группы». С марта 1968 года работал заведующим отделом молекулярной структуры и спектроскопии в Институте органической химии АН УССР. С 1979 года был заведующим отделом молекулярной структуры и спектроскопии. В 1969 году ему было присвоено звание профессора по специальности «химическая физика». В Институте органической химии проработал по 1992 год и вышел на пенсию.
Юрий Павлович Егоров подготовил 22 кандидатов наук. Был заместителем главного редактора журнала «Теоретическая и экспериментальная химия», председателем Комиссии по оптике и спектроскопии АН УССР, членом совета по «Теории химического строения, кинетики и реакционной способности» АН УССР.
Умер 9 ноября 1996 года в Киеве.
Был награждён орденами Отечественной войны 1-й степени и Красной Звезды, а также многими медалями, в числе которых «За победу над Германией в Великой Отечественной войне 1941—1945 гг.».